# Giampiero Vigorito
Giampiero Vigorito (Roma, 6 novembre 1956) è un critico musicale, giornalista e conduttore radiofonico italiano.

## Biografia
Giampiero Vigorito nasce a Roma il 6 novembre 1956 ed inizia la sua carriera giornalistica nel 1977, quando entra come collaboratore nella rivista musicale Popster, allora diretta da Carlo Massarini.
Per molti anni, dal 1983 al 1994, ha condotto Stereonotte, il programma notturno di Radio Rai.
Ha lavorato anche in network radiofonici come "Radio Kiss Kiss" e "Radio Città Futura".
Nel 1981 è stato coautore per L'Enciclopedia del Rock di Teti Editore, ha pubblicato il libro Genesis con la Gammalibri nel 1982 e ha collaborato a La Grande Enciclopedia di Rockstar del 1987.
Dal 1994 al 2001 ha diretto il mensile musicale Rockstar.
In televisione è stato ospite di Quelli della Notte e ha collaborato ai testi per i programmi di Renzo Arbore DOC Offerta Speciale e International DOC Club.
Dal 2001 ha presentato sulle tre reti radiofoniche della Rai trasmissioni come "Radiouno Music Club", "Zona Cesarini", "Storyville", "Fuochi", "Baobab", "Prima del Giorno", "File Urbani" e, in seguito, ha registrato una serie di cicli per i programmi "Passioni" e "Vite Che Non Sono La Tua". Nel 2012, in occasione delle Olimpiadi di Londra, ha scritto e condotto su Radio3 in 20 puntate il programma quotidiano "Leggende Olimpiche"; esperienza ripetuta due anni dopo con un ciclo di trasmissioni questa volta dedicato ai Mondiali di Calcio in Brasile intitolato "Leggende Mondiali". Anche nell'estate del 2016, a ridosso delle Olimpiadi di Rio, ha ripreso il suo format "Leggende Olimpiche" in un nuovo ciclo di 16 puntate. Esperienza poi ripetuta nel 2021 alla vigilia delle Olimpiadi di Tokyo con un ulteriore ciclo di 10 puntate di "Leggende Olimpiche", sempre su Radio3. Da questa esperienza è scaturita la pubblicazione di Leggende Olimpiche - I 100 Momenti cruciali che hanno infiammato i Giochi 0limpici. Il libro, edito nel 2021 da Iacobelli Editore, è corredato da un ricco e spesso esclusivo repertorio fotografico. 
La pubblicazione di Leggende Olimpiche - I 100 Momenti cruciali che hanno infiammato i Giochi Olimpici ha fatto seguito al libro celebrativo sulla storia di Stereonotte, il noto programma radiofonico della Rai che, dal 1982 al 1995, ha accompagnato con una miscela di musica e racconti le notti degli italiani. Raistereonotte - Il libro è un lavoro corale che vede la partecipazione dei conduttori di Raistereonotte, la prefazione di Carlo Massarini e una serie di contributi scritti da personaggi noti (Ligabue, Renzo Arbore, Claudio Baglioni, Edoardo Bennato, Fiorella Mannoia e molti altri), arricchiti dalle numerose testimonianze degli stessi ascoltatori. Anche questa pubblicazione è stata data alle stampe nel 2020 da Iacobellieditore.
Nel 2008 ha pubblicato per la Coniglio Editore il libro Burt Bacharach - The Book of Love una rielaborazione narrativa scritta in seconda persona della biografia del noto compositore americano. Nel 2014 ha curato il libro Xena Tango - Le Strade del Tango da Genova a Buenos Aires all'interno di un progetto musicale realizzato da Roberta Alloisio, il bandoneonista argentino Walter Ríos e il premio Oscar Luis Bacalov, pubblicato dall'etichetta Compagnia Nuove Indye.
Dal 2013 è docente del Master in critica giornalistica (cinema, teatro, televisione, musica) dell'Accademia nazionale d'arte drammatica  Silvio d'Amico di Roma.
Dal 2022 è consulente scientifico della Enciclopedia Treccani

## Opere
- 1981 - Enciclopedia del Rock (co-autore assieme a Massimo Bassoli, Peppe Videtti e Maurizio Petitti - Nicola Teti Editore)
- 1982 - Rockstar Enciclopedia (co-autore assieme a Peppe Videtti e Maurizio Petitti - Actual Media)
- 1982 - Genesis (Gammalibri)
- 2008 - Burt Bacharach, The Book of Love (Coniglio Editore)
- 2014 - Xena Tango - Le Strade del Tango da Genova a Buenos Aires (Compagnia Nuove Indye)
- 2020 - Raistereonotte - Il libro (Iacobellieditore)
- 2021 - Leggende Olimpiche - I 100 Momenti cruciali che hanno infiammato i Giochi 0limpici (Iacobellieditore)